# Liste der Kulturdenkmäler in Roßbach (Wied)
In der Liste der Kulturdenkmäler in Roßbach sind alle Kulturdenkmäler der rheinland-pfälzischen Ortsgemeinde Roßbach einschließlich der Ortsteil Lache, Oberbuchenau und Reifert aufgeführt. In den Ortsteilen Niederbuchenau, Spreitchen, Schimmelshahn und Scheuerchen sind keine Kulturdenkmäler ausgewiesen. Grundlage ist die Denkmalliste des Landes Rheinland-Pfalz (Stand: 9. Februar 2023).

## Einzeldenkmäler
| Bezeichnung                          | Lage                                 | Baujahr                    | Beschreibung | Bild            |
| ------------------------------------ | ------------------------------------ | -------------------------- | --- | --------------- |
| Katholische Filialkirche St. Michael | Roßbach, Breitscheider Straße 1 Lage | 1863                       | dreiachsiger Bruchsteinsaal, 1863 | Fotos hochladen |
| Wohnhaus                             | Roßbach, Wiedtalstraße 45 Lage       | 18. Jahrhundert            | Fachwerkhaus mit (jüngerem) Niederlass, teilweise massiv, 18. Jahrhundert | BW              |
| Wohnhaus                             | Roßbach, Wiedtalstraße 66 Lage       | 18. Jahrhundert            | Fachwerkhaus, teilweise massiv, 18. Jahrhundert | BW              |
| Wohnhaus                             | Lache, Ringstraße 11 Lage            | spätes 18. Jahrhundert     | Fachwerkhaus, spätes 18. Jahrhundert | BW              |
| Hofgut Oberbuchenau                  | Oberbuchenau Lage                    | Mitte des 19. Jahrhunderts | ehemaliges Hofgut Oberbuchenau; großvolumiges repräsentatives Gutshaus, heutiges Erscheinungsbild von 1924/25 (Umbau), im Kern wohl älter; barockisierender Mansarddachbau; Gesamtanlage mit Neben- und Wirtschaftsgebäuden, im Kern wohl aus der Mitte des 19. Jahrhunderts | Fotos hochladen |
| Katholische Kapelle Zur Geburt Mariä | Reifert, Linzer Straße Lage          | 1849                       | zweiachsiger Saalbau, bezeichnet 1849 | Fotos hochladen |